# Chung Myung-whun
Chung Myung-whun (정명훈?, Jeong MyeonghunLR; Seul, 22 gennaio 1953) è un direttore d'orchestra e pianista sudcoreano.

## Biografia
Ha iniziato la sua carriera musicale come pianista, debuttando all'età di sette anni con la Seul Philharmonic. Nel 1974 ha vinto il secondo premio al concorso pianistico Čajkovskij di Mosca e nel 1975 il quinto premio al concorso internazionale di Leeds. Ha completato gli studi musicali alla Juilliard School di New York e nel 1978 è diventato assistente di Carlo Maria Giulini alla Los Angeles Philharmonic e poi direttore associato presso la stessa orchestra.
Dal 1984 al 1990 è stato direttore musicale dell'Orchestra della Saarländischer Rundfunk; dal 1987 al 1992 direttore ospite principale del Teatro Comunale di Firenze; dal 1989 al 1994 direttore musicale dell'Opéra Bastille di Parigi, dal 1997 al 2005 direttore principale dell'Orchestra dell'Accademia nazionale di Santa Cecilia e nel 1999 dell'Orchestra Sinfonica KBS in Corea del Sud. Dal 2000, inoltre, ha assunto la direzione musicale dell'Orchestre Philharmonique de Radio France fino al 2015, dal 2001 al 2010 è Special Artistic Adviser della Tokyo Philharmonic Orchestra della quale dal 2011 è direttore onorario e dal 2005 della Seul Philharmonic Orchestra. Dal 2006 collabora costantemente con l'Orchestra Filarmonica della Scala di Milano e con l'Orchestra del Teatro La Fenice di Venezia. Nella stagione 2012/2013 Myung-whun Chung è il direttore ospite principale della Sächsische Staatskapelle Dresden.
Ha diretto le più prestigiose orchestre europee e statunitensi, fra cui i Berliner Philharmoniker, il Concertgebouw di Amsterdam, la London Symphony Orchestra e la London Philharmonic, i Münchner Philharmoniker, l'Orchestre National de France e l'Orchestre de Paris, l'Orchestra Filarmonica della Scala, i Wiener Philharmoniker, la Boston Symphony Orchestra, la Chicago Symphony Orchestra, l'Orchestra di Cleveland, la New York Philharmonic e la Philadelphia Orchestra. Nel 1985 dirige la prima esecuzione assoluta nel Saarländisches Staatstheater di Saarbrücken della Sinfonia n. 3 di Isang Yun. Nel Metropolitan Opera House di New York dirige la ripresa di Simon Boccanegra di Giuseppe Verdi con Anna Tomowa-Sintow nel 1986, Madama Butterfly con Leo Nucci nel 1988 e Don Carlo nel 1997. Nel Teatro Comunale di Firenze dirige la ripresa di Simon Boccanegra con Maria Chiara e Giorgio Zancanaro nel 1988 e la prima rappresentazione di La leggenda dell'invisibile città di Kitež e della fanciulla Fevronija di Nikolaj Andreevič Rimskij-Korsakov con Sara Mingardo nel 1990.
Nel Teatro alla Scala di Milano dirige un concerto con Salvatore Accardo trasmesso su Retequattro e tre con l'Orchestra del Maggio Musicale Fiorentino nel 1989, altri concerti nel 1990, un concerto nel 1991, un concerto con Shlomo Mintz, Lady Macbeth del Distretto di Mcensk, un concerto di Cecilia Bartoli nel 1992, un concerto nel 1993, suona inoltre nel Trio Chung, come pianista, insieme alle sorelle Kyung-wha Chung (violino) e Myung-wha Chung (violoncello) in un concerto nel 1994, un concerto con la Philharmonia Orchestra, Salomè e tre concerti nel 1995, due concerti con Thomas Allen con musiche di Gustav Mahler nel 1996, due concerti nel 1997, due concerti con Stanislav Bunin nel 1998, tre concerti con Alexander Toradze con musiche di Rachmaninov nel 1999, quattro concerti nel 2000, un concerto al Teatro degli Arcimboldi nel 2003, un concerto agli Arcimboldi nel 2004, un concerto nel 2005, un concerto nel 2006, Madama Butterfly con Fiorenza Cedolins ed un concerto con la London Symphony Orchestra nel 2007, un concerto con Vadim Repin ed il Concerto di Natale trasmesso da Rai 1, Idomeneo ed infine un concerto nel 2009.
Nel Teatro La Fenice di Venezia dirige due concerti nel 1989, suona inoltre nel Trio Chung, come pianista, insieme alle sorelle Kyung-wha Chung (violino) e Myung-wha Chung (violoncello) in un concerto nel 1991 ed uno nel 1994, dirige un concerto nel 1995, la Sinfonia n. 3 (Mahler) nel 2003 e la Sinfonia n. 7 WAB 107 di Anton Bruckner nel 2007. Nell'estate 2013 dirige Otello (Verdi) nel Palazzo Ducale (Venezia) in un allestimento esclusivo del Teatro La Fenice con Coro e Orchestra del Teatro veneziano con Gregory Kunde, Lucio Gallo, Carmela Remigio ed Antonio Casagrande e nel 2014 Simon Boccanegra con Giacomo Prestia, Maria Agresta e Francesco Meli trasmessa da Rai 5.
Artista esclusivo della Deutsche Grammophon dal 1990, le sue numerose incisioni hanno spesso ricevuto prestigiosi premi e riconoscimenti della critica musicale. La sua discografia include, tra l'altro, una serie dedicata alla musica sinfonica di Dvořák, realizzata con i Wiener Philharmoniker, ed una dedicata alla musica sacra con l'Orchestra di Santa Cecilia. Ha ottenuto numerosi premi e riconoscimenti per la sua attività artistica, tra cui, in Italia, il Premio Franco Abbiati della critica musicale italiana e il Premio Arturo Toscanini. Nel 1991 è stato nominato "Artista dell'anno" dall'Associazione dei Teatri Francesi e l'anno dopo, nel 1992, il governo francese gli ha conferito la Legion d'Onore per il contributo dato all'Opéra di Parigi. Nel 1995 è stato insignito tre volte del Premio "Victoire de la Musique" e nel 2002 è stato nominato accademico onorario dell'Accademia Nazionale di Santa Cecilia.
Parallelamente alla sua attività musicale, Myung-whun Chung è impegnato in iniziative di carattere umanitario e di salvaguardia dell'ambiente. Dal 1992 è ambasciatore per il Drug Control Program alle Nazioni Unite (UNDCP). Nel dicembre 1995 è stato nominato Man of the year dall'UNESCO e nel 1996 il governo della Corea gli ha conferito il Kumkuan, il più importante riconoscimento in campo culturale del suo paese. Attualmente ha l'incarico di Ambasciatore onorario per la cultura per la Corea, il primo nella storia del governo del suo paese.
Nel 1992 dirige la ripresa nel Teatro alla Scala di Milano di Lady Macbeth del Distretto di Mcensk di Dmitrij Dmitrievič Šostakovič. Nel 1997 dirige Otello al Royal Opera House di Londra. Nel 2001 dirige Tannhäuser all'Accademia nazionale di Santa Cecilia. Nel 2002 dirige l'inaugurazione a Roma della Sala Grande del nuovo Auditorium Parco della Musica con un concerto. Nel 2005 dirige musiche di Beethoven al Teatro Massimo di Palermo. Al Wiener Staatsoper nel 2011 dirige Simon Boccanegra con Fiorenza Cedolins, nel 2013 Tristan und Isolde e nel 2014 Tannhäuser. Nel 2012 dirige anche La bohème con Vittorio Grigolo e Inva Mula a Orange.
All'Arena di Verona e nel cortile di Palazzo Ducale a Venezia dirige nel 2013 la Messa di Requiem di Verdi, dirigendo una compagnia formata dalle orchestre e dai cori dell'Arena di Verona e del Teatro La Fenice, nell'anno del bicentenario verdiano e del centenario del festival lirico e Tristan und Isolde a Tokyo. Nel 2014 dirige Otello con Roberto Alagna nel Teatro romano di Orange. Nel 2016 dirige la Sinfonia No.9 di Beethoven nell'Open Air Theatre di Milano Expo. Il 26 maggio 2017 dirige l'Orchestra filarmonica della Scala al Concerto in onore dei Capi di Stato e di Governo e delle Delegazioni Ufficiali partecipanti al vertice G7 di Taormina nel Teatro Greco. Il 1º gennaio 2020 è chiamato a dirigere per il terzo anno consecutivo il tradizionale concerto di capodanno del teatro La Fenice di Venezia. Il 1º giugno 2022 dirige l'Orchestra del Teatro La Fenice in occasione del concerto della Festa della Repubblica Italiana presso il Palazzo del Quirinale.
Il 13 marzo 2023 è nominato direttore emerito della Filarmonica della Scala.

## Discografia parziale
- Bacalov: Misa Tango, Tangosaín - Piazzolla: Adiós Nonino, Libertango - Ciro Visco/Coro dell'Accademia di Santa Cecilia/Hèctor Ulises Passarella/Luis Bacalov/Maria Ana Martinez/Myung-whun Chung/Orchestra dell'Accademia di Santa Cecilia/Plácido Domingo, 2000 Deutsche Grammophon
- Beethoven: Triple Concerto - Romance in E Minor - Violin Romances, Op. 40 & 50 - Myung-whun Chung/Philharmonia Orchestra, 1998 Deutsche Grammophon
- Beethoven, Concerto No. 5 "Emperor" & Symphony No. 5 - Seul Philharmonic Orchestra/Myung-whun Chung/Sun-Wook Kim, 2013 Deutsche Grammophon
- Beethoven, Sinf. n. 9 - Chung/Seoul PO/Kim/Yang/ Kang/Youn, 2012 Deutsche Grammophon
- Berlioz, Sinfonia fantastica/Benvenuto Cellini ouverture/Le Corsaire/Pantomima da Les Troyens - Chung/Orch. Opéra Bastille, 1993 Deutsche Grammophon
- Berlioz, La Damnation de Faust - Anne Sofie von Otter/Bryn Terfel/Myung-whun Chung/Philharmonia Orchestra/Victor von Halem, 1998 Deutsche Grammophon
- Berlioz, Harold en Italie - Orchestre de la Bastille/Myung-whun Chung/Laurent Verney, 1996 Deutsche Grammophon
- Berlioz & Debussy: Orchestra Pieces - Béatrice Uria-Monzon/Orchestre philharmonique de Radio France/Myung-whun Chung, 2009 Decca
- Bizet, Suites Arlesiana/Suites Carmen/Jeux - Chung/Orch. Opéra Bastille, 1991 Deutsche Grammophon
- Dutilleux, Cello & Violin Concertos - Myung-whun Chung/Orchestre philharmonique de Radio France/Renaud Capuçon/Truls Mørk, 2002 Erato/Warner
- Dvorak, Serenades for Strings and Winds - Myung-whun Chung/Wiener Philharmoniker, 2002 Deutsche Grammophon
- Dvorak, Symphonies Nos. 6 & 8 - Myung-whun Chung/Wiener Philharmoniker, 2000 Deutsche Grammophon
- Mahler, Sinf. n. 5 - Chung/Seoul PO, 2015 Deutsche Grammophon
- Mahler, Sinf. n. 9 (Live, 29/08/2013, Seoul Center Concert Hall) - Chung/Seoul PO, 2015 Deutsche Grammophon
- Messiaen, Musiche per orchestra - Boulez/Chung/Thibaudet/Chailly, 1993/2008 Deutsche Grammophon
- Messiaen, Quatuor pour la fin du temps - Shaham/Meyer/Wang/Chung, 1999 Deutsche Grammophon
- Messiaen, Sinf. turangalila - Loriod/Chung/Orch. Bastille, 1990 Deutsche Grammophon
- Messiaen, Concert à quatre - Les Offrandes oubliées - Le Tombeau resplendissant - Un Sourire - Myung-whun Chung/Orchestre de la Bastille, 1995 Deutsche Grammophon
- Messiaen, La Transfiguration de Notre - Seigneus Jésus - Christ - Myung-whun Chung/Orchestre philharmonique de Radio France, 2002 Deutsche Grammophon
- Messiaen: Trois petites liturgies, Couleurs de la Cité Céleste, Hymne au Saint-Sacrament - Orchestre philharmonique de Radio France/Myung-whun Chung, 2008 Deutsche Grammophon
- Messiaen, Garden of Love's Sleep - Daniel Barenboim/Olivier Latry/Orchestre de la Bastille/Myung-whun Chung, 2008 Deutsche Grammophon
- Messiaen, Et Exspecto Resurrectionem Mortuorum - Orchestre philharmonique de Radio France/Myung-whun Chung, 2009 Decca
- Messiaen, Des Canyons aux étoiles - Myung-whun Chung/Orchestra Philharmonic De Radio France/Roger Muraro, 2002 Deutsche Grammophon
- Messiaen, Illuminations of the Beyond - Orchestre de la Bastille/Myung-whun Chung, 1994 Deutsche Grammophon
- Messiaen: Trois petites liturgies, Couleurs de la Cité Céleste, Hymne au Saint-Sacrament - Orchestre philharmonique de Radio France/Myung-whun Chung, 2008 Deutsche Grammophon
- Prokofiev, Romeo and Juliet - Excerpts from Suites Nos. 1-3 - Myung-whun Chung/Royal Concertgebouw Orchestra, 1994 Deutsche Grammophon
- Rimsky-Korsakov Stravinsky, Shéhérazade/Uccello di fuoco - Chung/Orch. Opéra Bastille, Deutsche Grammophon
- Rossini, Stabat Mater - Chung/Bartoli/Orgonasova, Deutsche Grammophon
- Saint-Saëns, Samson et Dalila - Myung-whun Chung, 1992 EMI
- Saint-Saëns: Symphony No. 3 "Organ" 7 Messiaen: L'Ascension - Michael Matthes/Myung-whun Chung/Orchestre de l'Opéra Bastille, 1993 Deutsche Grammophon
- Shostakovich, Lady Macbeth of Mtsensk District - Aage Haugland/Kurt Moll/Maria Ewing/Myung-whun Chung/Orchestre de la Bastille/Philip Langridge/Sergej Larin, 1993 Deutsche Grammophon
- Shostakovich, Symphony No. 4 - Myung-whun Chung/The Philadelphia Orchestra, 2002 Deutsche Grammophon
- Stravinsky, The Firebird (Ballet Suite) - Orchestre de l'Opéra Bastille/Myung-whun Chung, 2009 Deutsche Grammophon
- Tchaikovsky: Symphony No. 6 "Pathétique" - Rachmaninoff: Vocalise - Seul Philharmonic Orchestra/Myung-whun Chung, 2012 Deutsche Grammophon
- Verdi, Otello - Myung-whun Chung/Plácido Domingo, 1994 Deutsche Grammophon
- Battle, Arie d'opera francesi - Battle/Chung/Opèra Bastille, 1995 Deutsche Grammophon
- Bocelli, Sacred Arias
- A Hymn for the World - Andrea Bocelli/Cecilia Bartoli/Coro dell'Accademia di Santa Cecilia/Myung-whun Chung/Norbert Balatsch/Orchestra dell'Accademia di Santa Cecilia, 1997 Deutsche Grammophon
- Voices from Heaven - Andrea Bocelli/Bryn Terfel/Cecilia Bartoli/Coro dell'Accademia di Santa Cecilia/Myung-whun Chung/Orchestra dell'Accademia di Santa Cecilia, 1998 Deutsche Grammophon
- Cecilia Bartoli - Chant d'Amour - Cecilia Bartoli/Myung-whun Chung, 1996 Decca
- Cecilia & Bryn: Duets - Bryn Terfel/Cecilia Bartoli/Myung-whun Chung/Orchestra dell'Accademia di Santa Cecilia, 1999 Decca
- Ben Heppner, French Opera Arias - Ben Heppner/London Symphony Orchestra/Myung-whun Chung, 2002 Deutsche Grammophon
- Te Kanawa Sings Italian Opera Arias - Dame Kiri Te Kanawa/London Symphony Orchestra/Myung-whun Chung, 1990 EMI
- Chung, Musique française - Myung-Whun Chung, 1990/2008 Deutsche Grammophon